# К-20: Легенда за Маската
К-20: Легенда за Маската е японски филм от 2008 г., режисиран от Шимако Сато. Историята е базирана върху характер, създаден от бащата на японската мистерия, Едогава Рампо от произведението му „Демонът с 20 лица“ (The Fiend with 20 Faces).

## Сюжет
Внимание:  Текстът по-долу разкрива сюжета на произведението (или части от него)!
Историята се развива в паралелен свят, който никога не е съществувал. Годината е 1949 г., а Япония е сключила мир със САЩ. Бомбардировките, разрушенията и големите загуби от войната никога не са се случвали. Японското общество не се е променило и на власт остават феодалните ред и нрави. Равноправието е само блян. Ако си се родил беден ще останеш беден.
В град Тейто, еквивалент на град Токио, върлува маскиран престъпник наречен К-20 („Kaijin Niju-Menso“ – „Демон с 20 лица“), неуловим фантом, майстор на дегизировката, чието истинско лице никога не е разкривано. Полицията, командвана от Когоро Акечи (Тору Накамура) и неговия помощник-детектив Йошио (Каната Хонго) е по петите му, но крадеца постоянно се измъква и всява смут сред избраното общество на японската столица.
Хеикичи Ендо (Такеши Канеширо) е цирков акробат от бедно семейство. Парите, които изкарва от представленията едвам стигат за прехраната на трупата. Един ден при него идва тайнствен мъж, който му предлага работа за много пари. Работата се оказва капан и Хеикичи е арестуван, набеден, че е К-20. Разбрал, че е измамен от истинския Кайджин, Хеикичи успява да избяга и решава да залови измамника, за да докаже невинността си. За целта той се залавя да изучи изкуството на крадеца, което включва много умения: паркур, маскировка, илюзия и др.
По късно, след низ от премеждия, Хеикичи се съюзява с Йоко Хашиба (Такако Матсу) и съпруга и Когоро Акечи, като успява да ги убеди, че не е истинският Кайджин. Заедно те измислят план как да заловят К-20. Това се оказва сложна задача, защото истинският Демон е един от тях...

## В ролите
- Такеши Канеширо \ Хеикичи Ендо
- Такако Матсу \ Йоко Хашиба
- Тору Накамура \ Когоро Акечи (К-20)
- Такеши Кога \ Тайнственият Джентълмен (К-20)
- Джун Кунимура \ Генджи
- Хана Кино \ Кикуро
- Каната Хонго \ Йошио Кобаяши
- Юки Ямаи \ Шинсике

## Технически данни
Продължителност на продукцията: 137 мин

Образ: Цветен

Език: японски

Съотношение ширина / височина: 2,35 / 1

Звук: Долби Диджитал

Местоположение на киностудиите: Мацуяма, Ехиме, Япония

Компания: Nippon Television Network Corporation (NTV)